# Doryopteris acutiloba
Doryopteris acutiloba är en kantbräkenväxtart som först beskrevs av Karl Anton Eugen Prantl, och fick sitt nu gällande namn av Friedrich Ludwig Diels. Doryopteris acutiloba ingår i släktet Doryopteris och familjen Pteridaceae. Inga underarter finns listade.